# Abkhaz

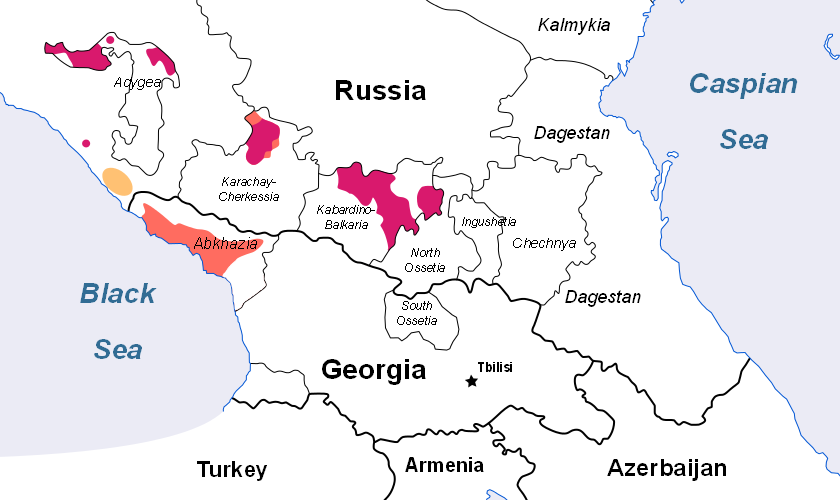

L'abkhaz æpˈhɑːz (a vegades escrit Abxaz; abkhaz Аԥсуа бызшәа) pertany al grup de les llengües caucàsiques del nord-oest i és parlada pels abkhazos. És la llengua oficial d'Abkhàzia, on al voltant d'unes 100.000 persones la parlen. Endemés, és parlada per alguns milers de membres de la diàspora abkhaz a Turquia, a la República autònoma georgiana d'Adjara, Síria, Jordània i alguns països occidentals. El cens rus del 2010 va reportar 6.786 parlants d'abkhaz a Rússia.

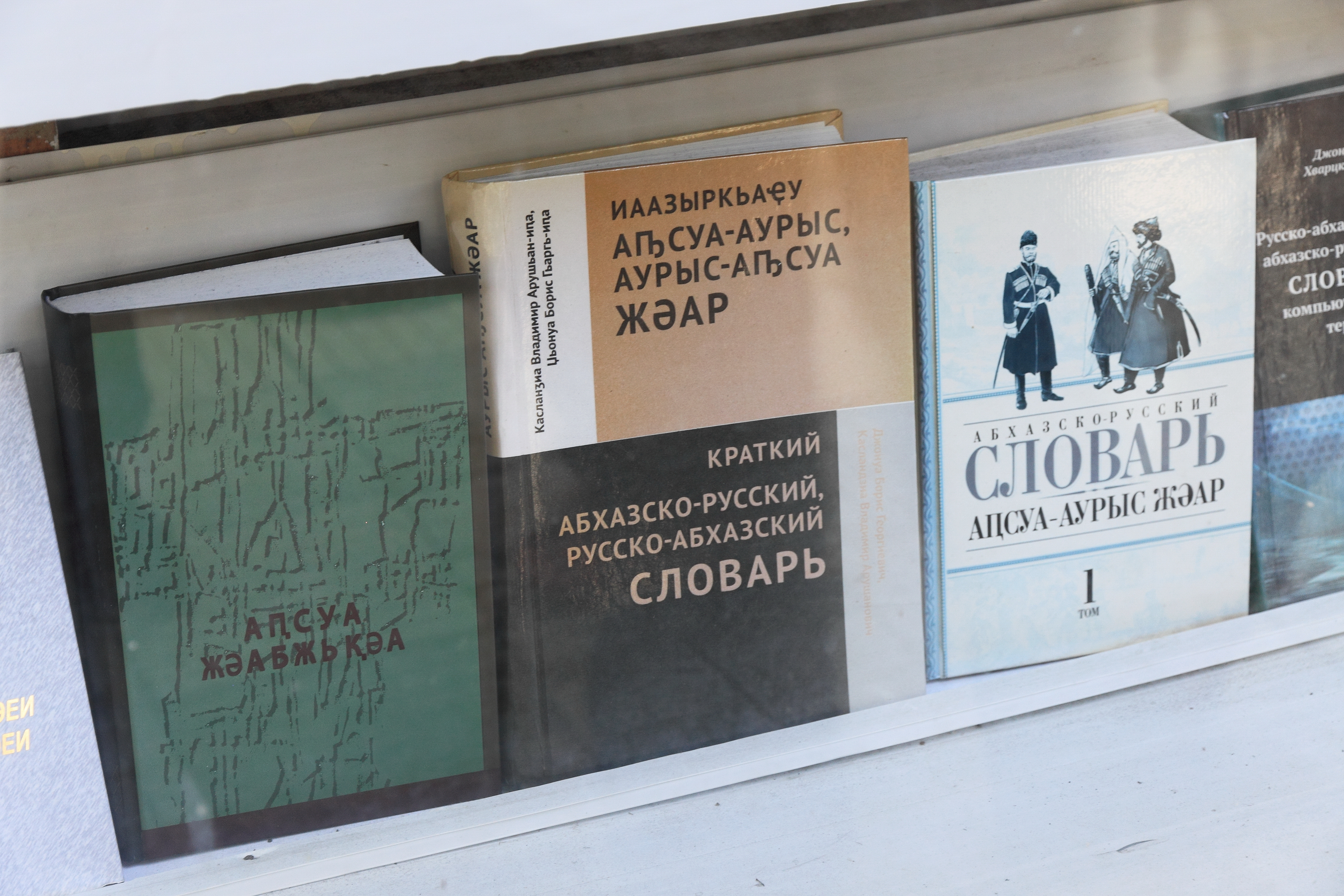
Llibres en abkhaz a Sukhumi, 2014

## Classificació
L'abkhaz és una de les llengües caucàsiques del nord-oest, i és força relacionada amb l'adigué. És especialment propera a l'abaza, i aquests de vegades es consideren dialectes d'una mateixa llengua, l'abazgi, del qual les formes literàries de l'abkhaz i abaza són dues formes del continu dialectal. Gramaticalment, ambdues són força similars, però les diferències en fonologia són substancials, i és la raó principal per la qual molts lingüistes prefereixen considerar-les com a separades. Molts lingüistes (vegeu Chirikba, 2003) creuen que l'ubykh és el parent més proper del continu dialectal abkhaz–abaza.

## Distribució geogràfica
L'abkhaz és parlat principalment a Abkhàzia. L'abkhaz és parlat per membres abkhaz de la gran diàspora muhajir, situada principalment a Turquia amb petits grups vivint a Síria, Iraq i Jordània; la regió autònoma georgiana d'Adjara; en repúbliques de l'antiga URSS (Armènia i Ucraïna) i per l'emigració més recent als països occidentals, com Alemanya, el Països Baixos i Estats Units. No obstant això, el nombre exacte de parlants d'abkhaz segueix sent desconegut a causa de la manca de registres oficials.

## Varietats
Es divideix en tres dialectes:
- Abzhywa, parlat al Caucas, i dona el nom a la regió històrica d'Abzhywa (Абжьыуа), sovint anomenada Abzhui, la forma russa per al nom d'Abzhuiski dialekt, derivat del nom rus de la zona Абжуа).
- Bzyb o bzyp, parlat al Caucas i a Turquia, i dona nom a l'àrea de Bzyb (abkhàs бзыҧ).
- Sadz, parlat només a Turquia.

La llengua literària abkhaza es basa en la variant d'Abzhywa.

## Característiques
L'idioma abkhaz es caracteritza per tenir un sistema vocàlic amb els fonemes A i A amb variacions fonètiques, i 58 fonemes consonàntics. Es tracta d'una llengua aglutinant amb prefixos, una morfologia del nom senzilla, mentre que la del verb és complicada, i amb molta polisíntesi, moltes categories comunes a noms i verbs. No hi ha declinacions i els verbs poden ser transitius, intransitius, estàtics o dinàmics.
En la seva fonètica, apareixen les consonants ejectives, i una àmplia sèrie de fricatives, africades i faringals, gairebé pulmonars, segons algunes descripcions. En total són 58 consonants. No obstant això, és molt pobre en vocals: només dues en l'escriptura, encara que usa altres dues o tres realitzacions orals.
La forma de l'adjectiu coincideix amb la del nom. Classifica els noms en humans i no humans i distingeix el nombre (singular i plural), però no el gènere. En el sistema pronominal, no obstant això, distingeix el gènere en la segona i tercera persones del singular.
El sistema de numeració és vigesimal i utilitza dues sèries: una per als noms humans i una altra per als no humans.
Els verbs especialitzen el seu ús segons siguin estatius o dinàmics, i aquests últims al seu torn transitius i intransitius.
Distingeixen el gènere mitjançant un morfema en la segona persona del singular i la condició d'humà i no humà en la tercera persona del singular. Té cinc maneres: indicatiu, imperatiu, condicional, optatiu i subjuntiu. Usa també una complexa sèrie de preverbs que indiquen adreça o ubicació. El verb sol aparèixer al final de la frase.

## Fonologia
L'abkhaz té un gran nombre de consonants (58 en el dialecte literari), amb tres vies de distinció sonora/sorda/ejectiva i palatal/labial/plana. Per contra, té només dues vocals, però amb nombrosos al·lòfons depenent de la qualitat palatal o labial de les consonants adjacents.
Fonemes en verd es troben en els dialectes bzyp i sadz de l'abkhaz, però no en abzhywa; Fonemes en blau són únics en dialecte bzyp.
|            |            | Labial | Alveolar | Alveolar | Post- alveolar | Post- alveolar | Alveolo- palatal | Alveolo- palatal | Retro- flexa | Velar   | Velar    | Velar | Uvular  | Uvular | Uvular      | Uvular | Uvular  | Faringal | Faringal |
| plana      | labial.    | Labial | plana    | labial.  | plana          | labial.        | palatal.         | plana            | Retro- flexa | labial. | palatal. | plana | labial. | far.   | lab. + far. | plana  | labial. |          |          |
| ---------- | ---------- | ------ | -------- | -------- | -------------- | -------------- | ---------------- | ---------------- | ------------ | ------- | -------- | ----- | ------- | ------ | ----------- | ------ | ------- | -------- | -------- |
| Nasal      | Nasal      | m      | n        |          |                |                |                  |                  |              |         |          |       |         |        |             |        |         |          |          |
| Oclusiva   | sorda      | p      | t        | tʷ       |                |                |                  |                  |              | kʲ      | k        | kʷ    |         |        |             |        |         |          |          |
| Oclusiva   | sonora     | b      | d        | dʷ       |                |                |                  |                  |              | ɡʲ      | ɡ        | ɡʷ    |         |        |             |        |         |          |          |
| Oclusiva   | ejectiva   | pʼ     | tʼ       | tʷʼ      |                |                |                  |                  |              | kʲʼ     | kʼ       | kʷʼ   | qʲʼ     | qʼ     | qʷʼ         |        |         |          |          |
| Africada   | sorda      |        | t͡s       |          | t͡ʃ             |                | t͡ɕ               | t͡ɕʷ              | ʈ͡ʂ           |         |          |       |         |        |             |        |         |          |          |
| Africada   | sonora     |        | d͡z       |          | d͡ʒ             |                | d͡ʑ               | d͡ʑʷ              | ɖ͡ʐ           |         |          |       |         |        |             |        |         |          |          |
| Africada   | ejectiva   |        | t͡sʼ      |          | t͡ʃʼ            |                | t͡ɕʼ              | t͡ɕʷʼ             | ʈ͡ʂʼ          |         |          |       |         |        |             |        |         |          |          |
| Fricativa  | sorda      | f      | s        |          | ʃ              | ʃʷ             | ɕ                | ɕʷ               | ʂ            |         |          |       | χʲ      | χ      | χʷ          | χˤ     | χˤʷ     | ħ        | ħʷ       |
| Fricativa  | sonora     | v      | z        |          | ʒ              | ʒʷ             | ʑ                | ʑʷ               | ʐ            |         |          |       | ʁʲ      | ʁ      | ʁʷ          |        |         |          |          |
| Aproximant | Aproximant |        | l        |          |                |                | j                | ɥ                |              |         |          | w     |         |        |             |        |         |          |          |
| Vibrant    | Vibrant    |        | r        |          |                |                |                  |                  |              |         |          |       |         |        |             |        |         |          |          |

## Alfabet
L'abkhaz ha tingut la seva pròpia adaptació de l'alfabet ciríl·lic des del 1862. El primer alfabet va ser-ne un de 37 caràcters ciríl·lics inventat pel baró Peter von Uslar. El 1909, es va utilitzar un alfabet ciríl·lic de 55 lletres. Del 1926 al 1928, es va utilitzar un alfabet llatí de 75 lletres ideat pel lingüista rus/georgià Nikolai Marr. L'escriptura georgiana es va imposar el 1938, però després de la mort de Stalin, el desig dels abkhazos de romandre separats dels georgians va portar a la reintroducció de l'actual alfabet ciríl·lic el 1954, dissenyat el 1892 per Dmitri Gulia juntament amb Konstantin Matxavariani i modificat el 1909 per Aleksei Chochua:
| А а [a]         | Б б [b]     | В в [v]         | Г г [ɡ]       | Гь гь [ɡʲ]    | Гә гә [ɡʷ]  | Ҕ ҕ [ʁ/ɣ]  | Ҕь ҕь [ʁʲ/ɣʲ] |
| Ҕә ҕә [ʁʷ/ɣʷ]   | Д д [d]     | Дә дә [dʷ]      | Е е [ɛ]       | Ж ж [ʐ]       | Жь жь [ʒ]   | Жә жә [ʒʷ] | З з [z]       |
| Ӡ ӡ [d͡z]        | Ӡә ӡә [d͡ʑʷ] | И и [j/jɨ/ɨj/i] | К к [kʼ]      | Кь кь [kʼʲ]   | Кә кә [kʼʷ] | Қ қ [kʰ]   | Қь қь [kʲʰ]   |
| Қә қә [kʷʰ]     | Ҟ ҟ [qʼ]    | Ҟь ҟь [qʼʲ]     | Ҟә ҟә [qʼʷ]   | Л л [l]       | М м [m]     | Н н [n]    | О о [ɔ]       |
| П п [pʼ]        | Ԥ ԥ [pʰ]    | Р р [r]         | С с [s]       | Т т [tʼ]      | Тә тә [tʼʷ] | Ҭ ҭ [tʰ]   | Ҭә ҭә [tʷʰ]   |
| У у [w/wɨ/ɨw/u] | Ф ф [f]     | Х х [x/χ]       | Хь хь [xʲ/χʲ] | Хә хә [xʷ/χʷ] | Ҳ ҳ [ħ]     | Ҳә ҳә [ħʷ] | Ц ц [t͡s]      |
| Цә цә [t͡ɕʷʰ]    | Ҵ ҵ [t͡sʼ]   | Ҵә ҵә [t͡ɕʼʷ]    | Ч ч [t͡ʃʰ]     | Ҷ ҷ [t͡ʃʼ]     | Ҽ ҽ [t͡ʂʰ]   | Ҿ ҿ [t͡ʂʼ]  | Ш ш [ʂʃ]      |
| Шь шь [ʃ]       | Шә шә [ʃʷ]  | Ы ы [ɨ]         | Ҩ ҩ [ɥ/ɥˤ]    | Џ џ [d͡ʐ]      | Џь џь [d͡ʒ]  | Ь ь [ʲ]    | Ә ә [ʷ]       |

## Història
Els primers registres escrits existents de la llengua abkhaz són en escriptura àrab, registrats pel viatger turc Evliya Çelebi al segle xvii. L'abkhaz només s'ha utilitzat com a llengua literària durant aproximadament 100 anys.

## Estatut
Tant la legislació de Geòrgia com la d'Abkhàzia consagren l'oficialitat de l'abkhaz a Abkhàzia.
La llei de Geòrgia del 1992, reiterada en la Constitució del 1995, atorga a l'abkhaz l'estatus de segona llengua oficial al territori d'Abkhàzia, juntament amb el georgià.
Al novembre del 2007, les autoritats de facto d'Abkhàzia van aprovar una nova llei "en la llengua de l'estat de la República d'Abkhàzia" que imposa l'abkhaz com a llengua de comunicació oficial. Segons la llei, totes les reunions mantingudes pel president, el parlament i el govern s'han de dur a terme en abkhaz (en comptes de rus, que és actualment la llengua administrativa de facto) des del 2010 i tots els funcionaris de l'estat estan obligats a utilitzar l'abkhaz com a llengua quotidiana a partir del 2015. No obstant això, alguns han considerat irreal l'aplicació d'aquesta llei i ha generat inquietuds que han conduït molta gent a marxar d'Abkhàzia i fa mal en la premsa independent, a causa que una part significativa de les minories ètniques i dels propis abkhazos ètnics no el parlen, i a l'escassetat de professors d'abkhaz. La llei és un intent de modificar una situació en la qual, fins a un terç de la població ètnica d'Abkhàzia, ja no és capaç de parlar la seva llengua ètnica, i encara més no la saben llegir ni escriure; en canvi, el rus és l'idioma més utilitzat en la vida pública en l'actualitat.